# 金純
金純（14世纪？—1440年），字德修，南京鳳陽府泗州（今江苏省泗洪縣龙集镇）人，明朝官员，官至礼部尚书、工部尚书、刑部尚书。
洪武年间，金純中国子监监生，因吏部尚书杜澤薦，授吏部文選司郎中。洪武三十一年（1398年），出为江西布政司右參政。明成祖即位后，因蹇義薦，召為刑部右侍郎。当时参与负责营造北京顺天府。永乐七年，跟从朱棣抵达北京，次年跟从明成祖北征，升刑部左侍郎。
永樂九年，朱棣命其与宋禮同治會通河，又会同徐亨、蔣廷瓚修黄河河道。从此京杭大运河再次联通。永樂十四年，改为礼部左侍郎。两月后，晋升为礼部尚书。永乐十五年，跟从巡北京。永乐十九年，会同給事中葛紹祖任四川巡撫。明仁宗即位后，改为工部尚书。几月后，改为刑部尚书。次年，兼任太子宾客。宣德三年（1428年），患病，明宣宗命太医治疗。不久，免除其入朝参加，而使医生照顾。当时，刑部囤积大量案件，而金纯却与朝廷官员喝酒，被御史弹劾。明宣宗怒，命下錦衣獄。后念金純為老臣，釋放，罷免太子賓客一職。八月予致仕离去。正统五年去世，追赠山陽伯。